# Toskánský palác (Vídeň)
Toskánský palác, německy Palais Toskana, je někdejší městský palác, který se nacházel na Argentinierstraße č. 29 ve 4. vídeňském obvodu Wieden. Byl dokončen v roce 1867 a z důvodu poškození bombardováním byl stržen roku 1946.

## Dějiny
Na pozemku ve vídeňské Argentinské ulici dříve stávala rozlehlá budova, která byla kolem roku 1867 přestavěna a rozšířena, čímž vznikl mohutný palác. Fasáda měla elegantní neorenesanční podobu. Architekt stavby není znám. Fasáda by podle stylové analýzy mohla být dílem Carla Tietze. Po dokončení úprav palác zakoupila rodina arcivévody Leopolda Salvátora Toskánského. Ten se však i s rodinou roku 1908 přestěhoval na zámek Wilhelminenberg a palác pronajal.
Po pádu habsburské monarchie se arcivévoda přestěhoval do Španělska. Za druhé světové války utrpěl palác těžké škody po bombardování, a roku 1946 byl stržen. Pozemek byl následně prodán rakouské rozhlasové stanici ORF. Volné prostranství dlouhou dobu sloužilo jako parkoviště.
Dnes na místě bývalého Toskánského paláce stojí moderní, achitektonicky odvážně vyvedený, kancelářský komplex.